# Райан, Джери
Дже́ри Линн Ра́йан (англ. Jeri Lynn Ryan, ур. Циммерман нем. Zimmermann; род. 22 февраля 1968, Мюнхен) — американская актриса, наиболее известная по ролям Седьмой-из-девяти в телесериале «Звёздный путь: Вояджер» (1997—2001), Вероники Кук в телесериале «Бостонская школа» (2001—2004), Джессики Девлин в правовой драме «Акула» (2006—2008), Тары Коул в телесериале «Воздействие» (2009—2010), доктора Кейт Мерфи в криминальном сериале «Следствие по телу» (2010—2013) и Сони Блейд в фильме «Смертельная битва: Перерождение» (2010).

## Ранние годы
Американская актриса Джери Райан, еврейка по отцу, родилась в Мюнхене, Западная Германия, в семье Герхарда Флориана Циммермана (по прозвищу Джерри), мастера-сержанта армии США, и его супруги Шэрон, социального работника. Полное имя актрисы — Джери Линн Циммерман. У Джери есть старший брат.
Будучи ребёнком кадрового военнослужащего, Райан выросла на военных базах в штатах Канзас, Мериленд, Джорджия, Техас и Гавайи. Когда Джери исполнилось одиннадцать лет, её отец отправился на пенсию, и семья Циммерманов поселилась в городе Падьюка, штат Кентукки. В 1986 году Джери Циммерман окончила старшую школу и поступила в Северо-Западный университет, где стала участницей женского сообщества Alpha Phi.
В 1989 году Райан победила в конкурсе красоты «Мисс Иллинойс», а в 1990 году она заняла третье место в конкурсе «Мисс Америка», победив в предварительном дефиле в купальных костюмах. В том же, 1990 году, она окончила университет и получила степень бакалавра в области театрального искусства.

## Карьера

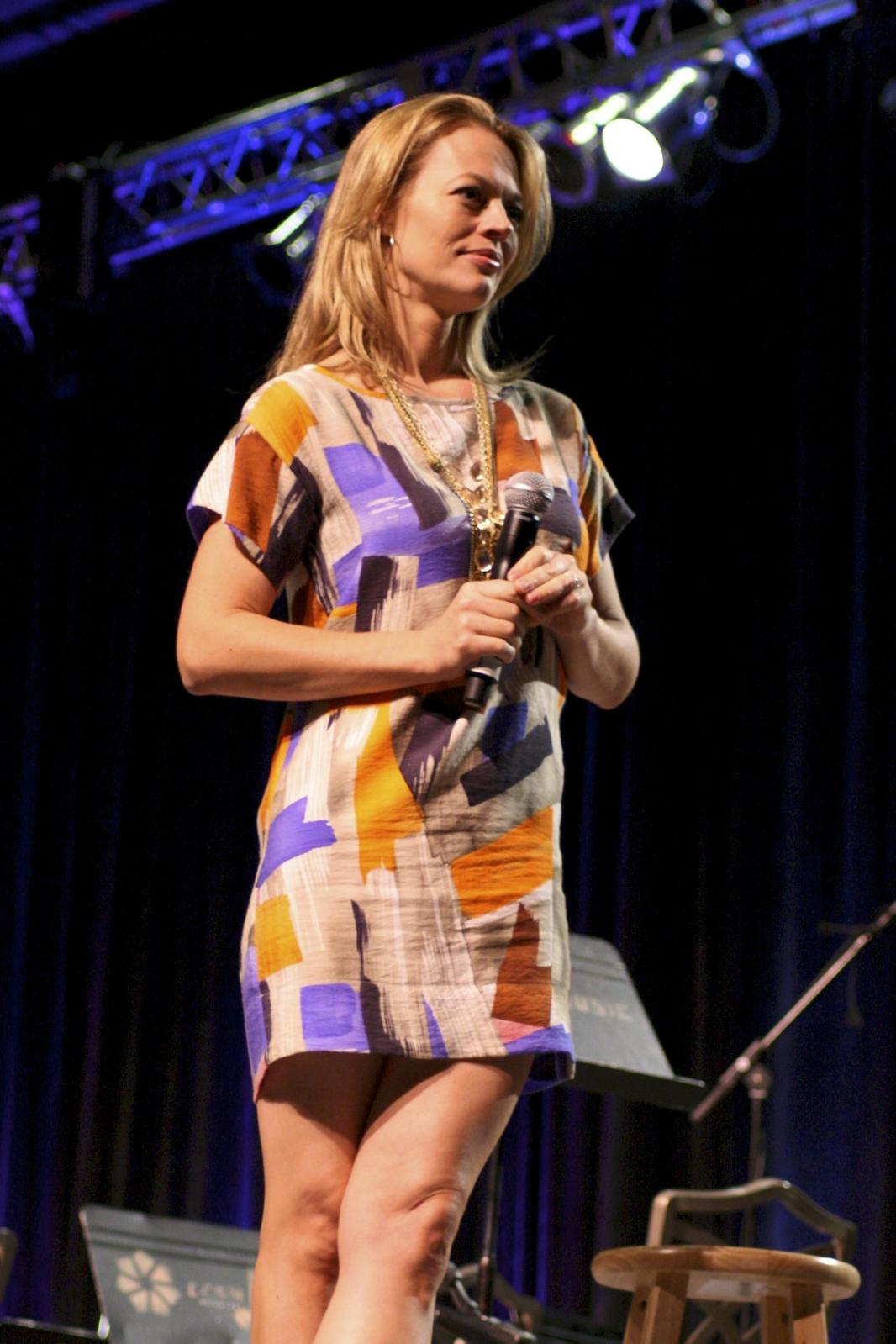
Райан на конференции в 2010 году в Неваде

После окончания учёбы Джери получила постоянную работу в Лос-Анджелесе. Она дебютировала в телесериале «Кто в доме хозяин?», а затем исполнила короткие роли в таких телесериалах, как «Мелроуз Плейс», «Мэтлок», «Часовой», Co-Ed Call Girl и других.
Прорыв в карьере Райан произошёл, когда она получила постоянную роль инопланетянки по имени Джулиет Стюарт в телесериале «Темные Небеса». По окончании первого сезона показ сериала был прекращён, однако, персонаж Райан привлёк к себе внимание любителей фантастики.
В 1997 году Райан получила важнейшую роль за всю её творческую деятельность, которая прославила Джери и сделала её настоящей знаменитостью. Её утвердили сыграть представительницу расы боргов по имени Седьмая-из-девяти в научно-фантастическом сериале «Звёздный путь: Вояджер». После «Вояджера», который окончился в 2001 году, Райан присоединилась к актёрскому составу сериала «Бостонская школа», исполнив роль Ронни Кук, девушки, несостоявшейся в юридической среде и решившей устроиться работать школьной учительницей. Продюсер фильма Дэвид Келли написал эту роль специально для Райан. В 2004 году сериал закрыли.
Из фильмов последних нескольких лет Райан снялась в картине «К черту любовь!». Также она сыграла роль Лидии в фильме Men Cry Bullets. Свою первую главную роль Райан исполнила в инди-комедии «Последний человек». Её персонажем стала последняя женщина на Земле.

## Личная жизнь
В 1990 году, принимая участие в одном благотворительном проекте, Джери познакомилась с инвестиционным банкиром и будущим политическим кандидатом Джеком Райаном. 15 июня 1991 года Джери и Джек поженились, и спустя три года, 15 августа 1994 года, у Райанов родился сын Алекс. Семейная жизнь Джери и её мужа вскоре превратилась в телефонное общение между Лос-Анджелесом и Чикаго (супруги вынуждены были разъехаться в разные города по работе). В конечном итоге, 27 августа 1999 года пара развелась. В одном из интервью Райан заметила, что из-за частых расставаний было достаточно сложно сохранить семью, и развелась пара абсолютно по обоюдному согласию. Хотя официальные причины развода сохранялись в тайне обоими супругами.
Пять лет спустя стартовала парламентская кампания Джека Райана, и СМИ, в частности, газета Chicago Tribune и филиал канала ABC, стали разыскивать различные документы, касающиеся Райана, чтобы обнародовать их. Джери и Джек согласились придать гласности официальные сведения о разводе, однако все документы, касающиеся опекунства, они предпочли скрыть, чтобы не причинить вреда сыну.
Несмотря на однозначный протест бывших супругов Райанов, 22 июня 2004 года Верховный Судья Лос-Анджелеса Роберт Шнидер дал разрешение на обнародование документов об опекунстве. Это решение привело к многочисленным спорам и дебатам, поскольку родители ребёнка были против подобного рода действий, а также из-за того, что первоначальным решением было хранить документы, касающееся ребёнка, в тайне.
Спустя три года, 16 июня 2007 года, Джери Райан вышла замуж за французского шеф-повара Кристофа Эме. Свадебная церемония происходила в городе Луар Велли, во Франции. 7 сентября 2007 года Райан заявила, что в марте 2008 года у них с Эме ожидается первый общий ребёнок — девочка. 2 марта 2008 сорокалетняя Джери родила дочь, которую супруги нарекли Жизель Эме. Девочка родилась в Лос-Анджелесе, штат Калифорния.

## Избранная фильмография
| Год       |     | Русское название                      | Оригинальное название             | Роль                   |
| --------- | --- | ------------------------------------- | --------------------------------- | ---------------------- |
| 1991      | с   | Кто здесь босс?                       | Who’s the Boss?                   | Пэм                    |
| 1991      | с   | Флэш                                  | The Flash                         | Фелиша Кейн            |
| 1991      | с   | Мэтлок                                | Matlock                           | Керри Лок              |
| 1994      | с   | Следы во времени                      | Time Trax                         | Лорен Сандерс          |
| 1995      | с   | Она написала убийство                 | Murder, She Wrote                 | Лора Гибсон            |
| 1996      | с   | Мелроуз-Плейс                         | Melrose Place                     | Валери Мэдисон         |
| 1996      | с   | Диагноз: убийство                     | Diagnosis: Murder                 | Мелисса Фарнс          |
| 1997      | с   | Тёмные небеса                         | Dark Skies                        | Джулиет Стюарт         |
| 1997—2001 | с   | Звёздный путь: Вояджер                | Star Trek: Voyager                | Седьмая-из-девяти      |
| 1998—1999 | с   | Часовой                               | The Sentinel                      | Алексис Барнс          |
| 2000      | ф   | Малыш                                 | The Kid                           | гостья Ларри Кинга     |
| 2000      | ф   | Дракула 2000                          | Dracula 2000                      | Валери Шарп            |
| 2003      | ф   | К чёрту любовь!                       | Down with Love                    | Гвендолин              |
| 2004—2011 | с   | Два с половиной человека              | Two and a Half Men                | Шерри                  |
| 2005      | с   | Одинокие сердца                       | O.S                               | Шарлотт Морган         |
| 2006      | с   | Юристы Бостона                        | Boston Legal                      | Кортни Риз             |
| 2006—2008 | с   | Акула                                 | Shark                             | Джессика Девлин        |
| 2009—2010 | с   | Закон и порядок: Специальный корпус   | Law & Order: Special Victims Unit | Патрис Лару            |
| 2009—2011 | с   | Воздействие                           | Leverage                          | Тара Коул              |
| 2010      | ки  | —                                     | Star Trek Online                  | Седьмая-из-девяти      |
| 2010      | с   | Ясновидец                             | Psych                             | доктор Кимберли Феникс |
| 2010      | кор | Смертельная битва: Перерождение       | Mortal Kombat: Rebirth            | Соня Блейд             |
| 2011      | с   | Смертельная битва: Наследие           | Mortal Kombat: Legacy             | Соня Блейд             |
| 2011      | с   | Закон и порядок: Преступное намерение | Law & Order: Criminal Intent      | Наоми Хэллоран         |
| 2011      | мс  | Робоцып                               | Robot Chicken                     | Салли Уильямс / Рейчел |
| 2011—2012 | с   | Хранилище 13                          | Warehouse 13                      | Аманда Латтимер        |
| 2011—2013 | с   | Следствие по телу                     | Body of Proof                     | доктор Кейт Мерфи      |
| 2014—2015 | с   | Спираль                               | Helix                             | Констанс Саттон        |
| 2014—2017 | с   | Особо тяжкие преступления             | Major Crimes                      | Линда Ротман           |
| 2015      | с   | Морская полиция: Спецотдел            | NCIS                              | Ребекка Гиббс          |
| 2015      | с   | Стрела                                | Arrow                             | Джессика Дэнфорт       |
| 2016—2019 | с   | Босх                                  | Bosch                             | Вероника Аллен         |
| 2020      | с   | Новый агент Макгайвер                 | MacGyver                          | Гвендолин Хейс         |
| 2020—2022 | с   | Звёздный путь: Пикар                  | Star Trek: Picard                 | Седьмая-из-девяти      |
| 2022      | с   | Тёмные ветра                          | Dark Winds                        | Розмари Вайнз          |

## Награды и номинации
| Награда | Год  | Категория                                       | Название работы        | Результат |
| ------- | ---- | ----------------------------------------------- | ---------------------- | --------- |
| Спутник | 1998 | Лучшая женская роль в драматическом телесериале | Звёздный путь: Вояджер | Победа    |
| Сатурн  | 1998 | Лучшая телеактриса                              | Звёздный путь: Вояджер | Номинация |
| Сатурн  | 1999 | Лучшая телеактриса                              | Звёздный путь: Вояджер | Номинация |
| Сатурн  | 2000 | Лучшая телеактриса второго плана                | Звёздный путь: Вояджер | Номинация |
| Сатурн  | 2001 | Лучшая телеактриса второго плана                | Звёздный путь: Вояджер | Победа    |
| Сатурн  | 2021 | Лучшая гостевая роль в телесериале              | Звёздный путь: Пикар   | Номинация |